# Cerro Tomacasani
Cerro Tomacasani är ett berg i Bolivia.   Det ligger i departementet Oruro, i den centrala delen av landet, 220 km nordväst om huvudstaden Sucre. Toppen på Cerro Tomacasani är 4 227 meter över havet, eller 9 meter över den omgivande terrängen. Bredden vid basen är 0,32 km.
Terrängen runt Cerro Tomacasani är platt åt nordväst, men åt sydost är den kuperad. Runt Cerro Tomacasani är det ganska glesbefolkat, med 40 invånare per kvadratkilometer.. Närmaste större samhälle är Oruro, 18,1 km sydväst om Cerro Tomacasani. 
Omgivningarna runt Cerro Tomacasani är i huvudsak ett öppet busklandskap.